# Amborella trichopoda
Amborella trichopoda ist die einzige Art der monotypischen Gattung Amborella und der monogenerischen Pflanzenfamilie Amborellaceae. Sie ist auch die einzige Art der Ordnung der Amborellales, die eine basale Ordnung der bedecktsamigen Pflanzen (Magnoliopsida) darstellt.

## Beschreibung

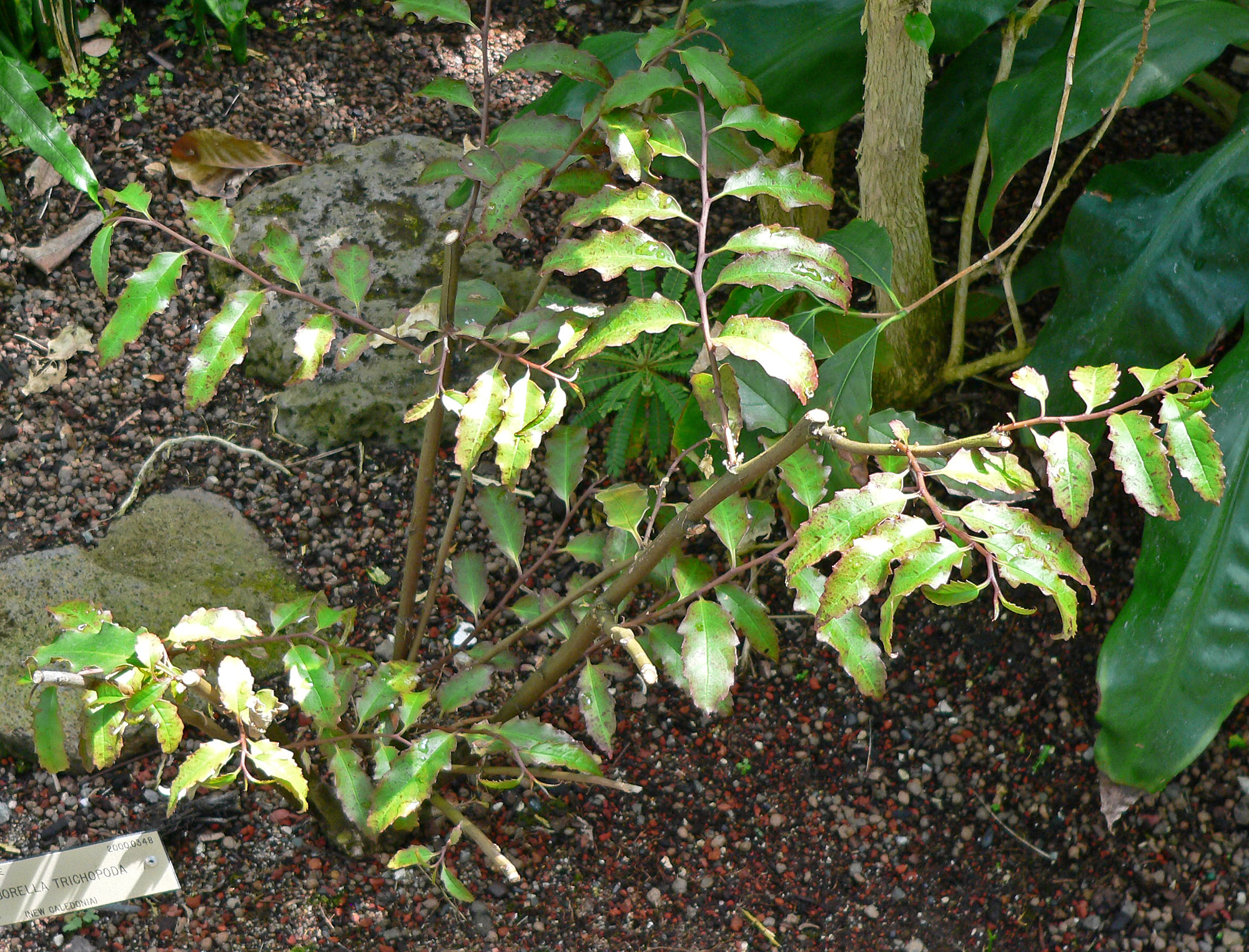
Habitus und Zweige mit Laubblättern

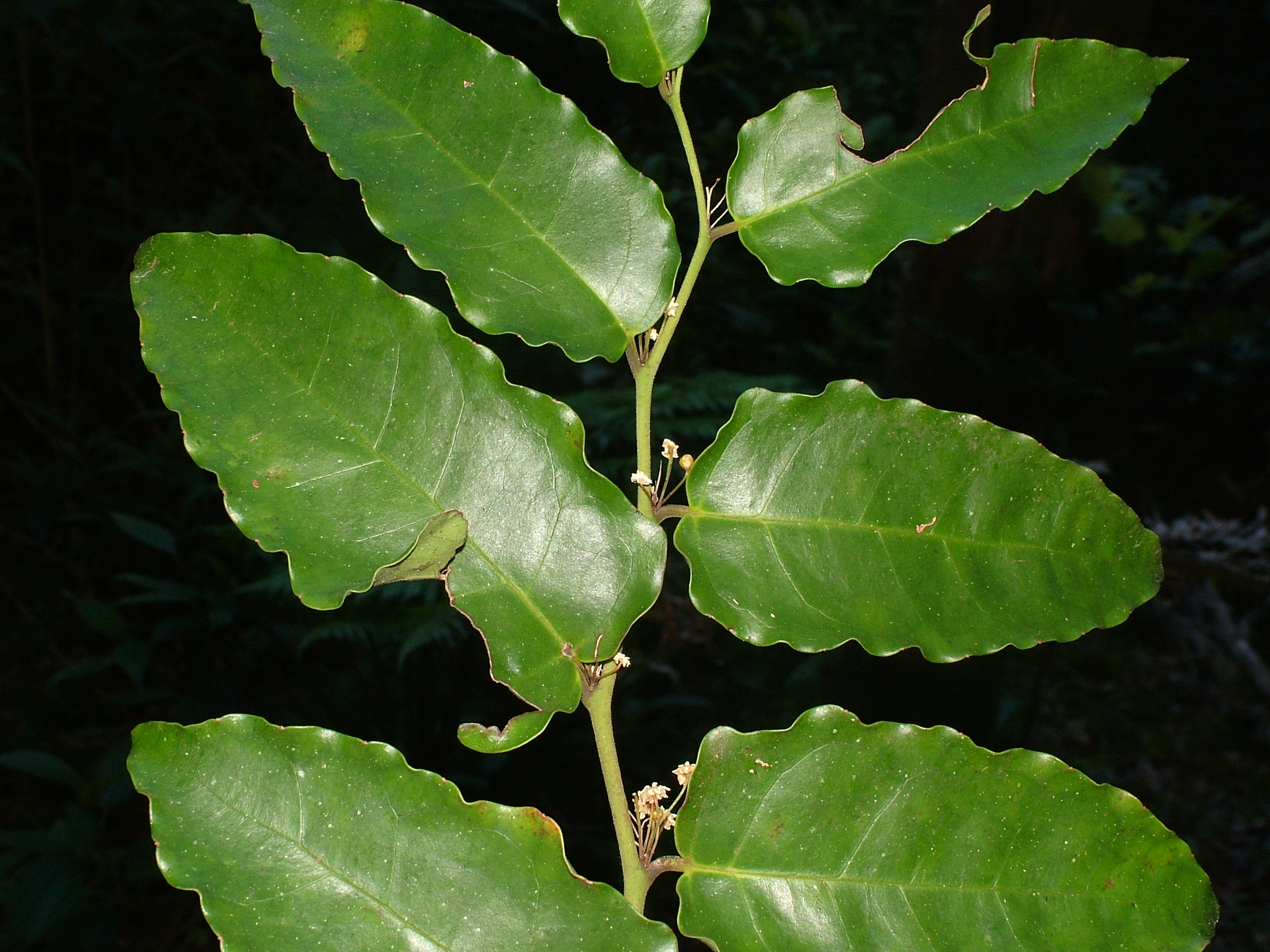
Zweig mit wechselständigen, einfachen Laubblättern

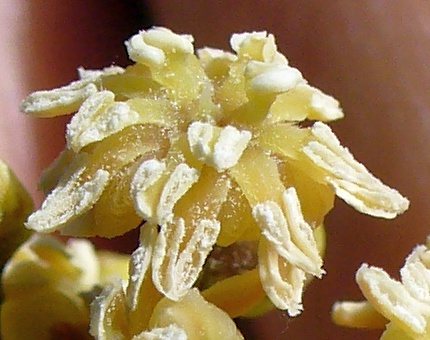
Einzelblüte

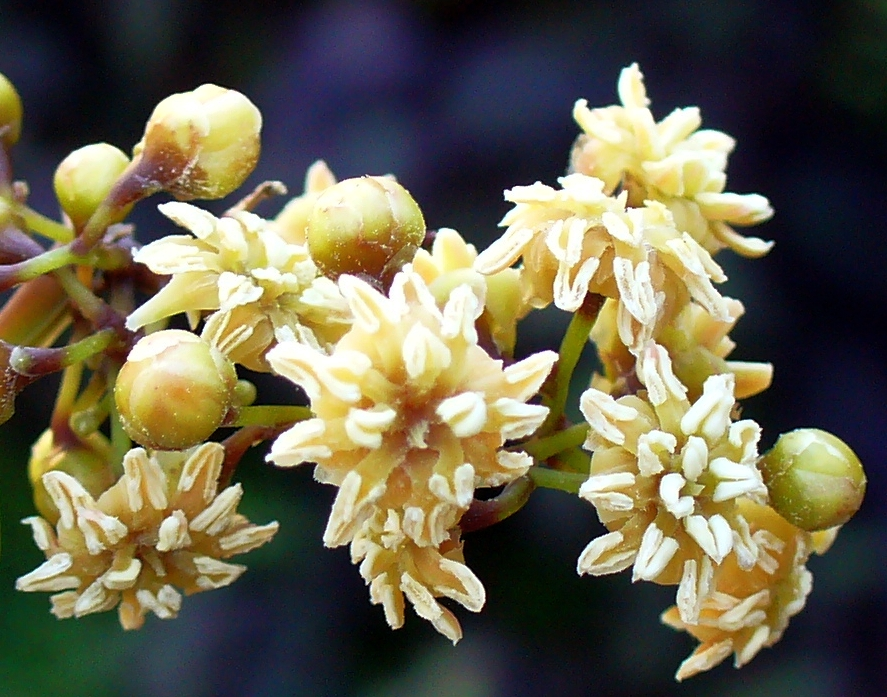
Männliche Blüten

### Vegetative Merkmale
Amborella trichopoda ist ein kleiner, immergrüner Strauch oder eine baumartig verholzende Pflanze. Als große Besonderheit innerhalb der Bedecktsamigen Pflanzen besitzt sie keine Tracheen. Ölzellen fehlen auch.
An den Zweigen sind die Laubblätter wechselständig und spiralig bis zweizeilig angeordnet. Die einfachen Laubblätter haben glatte, gelappte oder gesägte Blattränder. Nebenblätter fehlen.

### Generative Merkmale
Amborella trichopoda ist zweihäusig getrenntgeschlechtig (diözisch). In zymösen Blütenständen sind einige Blüten zusammengefasst.
Bei den kleinen (kleiner als 5 mm), azyklischen (also nicht in Blütenblattkreise gegliederten) Blüten ist das Perianth undifferenziert. Jede Blüte enthält fünf bis bei weiblichen acht, bei männlichen elf spiralig angeordnete Blütenhüllblätter (Tepalen). In den männlichen Blüten sind 10 bis 14 fertile Staubblätter enthalten, die blattähnlich aussehen. Die Pollenkörner sind ulcerat. In den weiblichen Blüten können ein bis einige Staminodien vorhanden sein und es gibt fünf bis acht freie, oberständige Fruchtblätter, die eine klebrige Flüssigkeit absondern. Es besteht in jeder Blüte ein allmählicher Übergang von laubblattähnlichen Hochblättern zu kronblattartigen Blütenhüllblättern, Staubblättern und Fruchtblättern.
Es werden Sammelfrüchte gebildet, die aus bei Reife rot werdenden einsamigen Steinfrüchtchen zusammengesetzt sind.

### Chromosomenzahl
Die Chromosomenzahl beträgt 2n = 26.

## Vorkommen
Amborella trichopoda kommt nur in Neukaledonien vor. Sie gedeiht nur im Unterwuchs feuchter, schattiger Bergwälder.

## Systematik
Die Gattung Amborella wurde 1869 mit der Erstbeschreibung von Amborella trichopoda durch Henri Ernest Baillon in Histoire des Plantes, 1, Seite 328 aufgestellt.  Die Familie Amborellaceae wurde 1948 durch Marcel Pichon in Bulletin du Muséum National d'Histoire Naturelle, Série 2, 20, Seite 384 aufgestellt. Ein Synonym für Amborellaceae Pichon nom. cons. ist Amborellineae Shipunov. Die Ordnung Amborellales wurde 1999 Aleksander Pavlovich Melikyan, Alexey Vladimir F. Ch. Bobrov und Ekaterina S. Zaytzeva in H. Manitz (Hrsg.): Symposium Biodiversität und Evolutionsbiologie, Seite 122 veröffentlicht.
Amborella trichopoda ist die einzige Art der monotypischen Gattung Amborella und der monogenerischen Familie Amborellaceae und auch die einzige Art der Ordnung der Amborellales.